# اگد
شهر اگد (به فرانسوی: Agde) در شهرستان ارو (فرانسه) در ناحیه لانگدوک روسیون با جمعیت ۲۱٬۲۹۳ نفر در کشور فرانسه واقع شده‌است